# Canard des Bahamas
Anas bahamensis
Espèce
Statut de conservation UICN

 LC  : Préoccupation mineure
Le Canard des Bahamas,  Pilet des Bahamas ou Canard à joues blanches (Anas bahamensis) est une espèce de canard de surface d'Amérique, des Caraïbes et des Galápagos. Certains des spécimens de ces espèces sont partiellement migrateurs, nidifiant en Argentine et hivernant plus au nord.

## Description
À l'instar de nombreux canards de l'hémisphère sud, il n'y a pas de dimorphisme sexuel. Ce canard est principalement brun avec des joues blanches, la première partie du bec rouge bordéE de noir et la seconde partie grise. Il ne peut pas être confondu avec un autre canard de sa taille.

## Comportement
Le canard des Bahamas se nourrit de plantes aquatiques et des petites créatures de surface obtenues en plongeant. Ils nichent à même le sol, près de l'eau.
Ces canards vivent en couples ou en petits groupes.

## Répartition
Cet oiseau vit sur le continent américain : son aire de répartition s'étendant du sud-est de la Floride (voire au Texas) jusqu'en Argentine.
Il peut être aperçu en Europe (France...), il s'agit alors de spécimens, ou de leurs descendants, échappés de parc ornithologique.

## Habitat
Cette espèce vit dans les zones humides avec un important degré de salinité, telles que les lacs saumâtres, les estuaires et les mangroves.

## Taxinomie
Cette espèce a été décrite et nommée pour la première fois par Carl von Linné dans son Systema Naturae en 1758. Son nom n'a pas changé depuis.
Selon la classification de référence du Congrès ornithologique international (version 15.1, 2025) :
- Anas bahamensis bahamensis Linnaeus, 1758 — Antilles et nord de l'Amérique du Sud ;
- Anas bahamensis rubrirostris Vieillot, 1816 — du sud de l'Équateur au sud du Brésil, nord de l'Argentine et nord du Chili ;
- Anas bahamensis galapagensis (Ridgway, 1890) — Îles Galápagos.

Une variété dite argentée est considérée en France comme domestique. Ce sont des canards d'ornement.